# Cave historique des hospices de Strasbourg
La cave historique des hospices de Strasbourg est une cave à vin médiévale de 1 200 m² du XIVe siècle, du vignoble d'Alsace, construite entre 1393 et 1395, dans l'enceinte de l'hôpital civil de Strasbourg, inscrit aux monuments historiques depuis 1929.

## Historique

### Hospices de Strasbourg
Ces caves voutées médiévales des hospices catholiques de Strasbourg sont construites en 1395, en même temps et sur les lieux de l'actuel deuxième hôpital du quartier Finkwiller de Strasbourg, au sud des Petite France et Grande Île de Strasbourg. 

Entrée de l'hôpital civil de Strasbourg
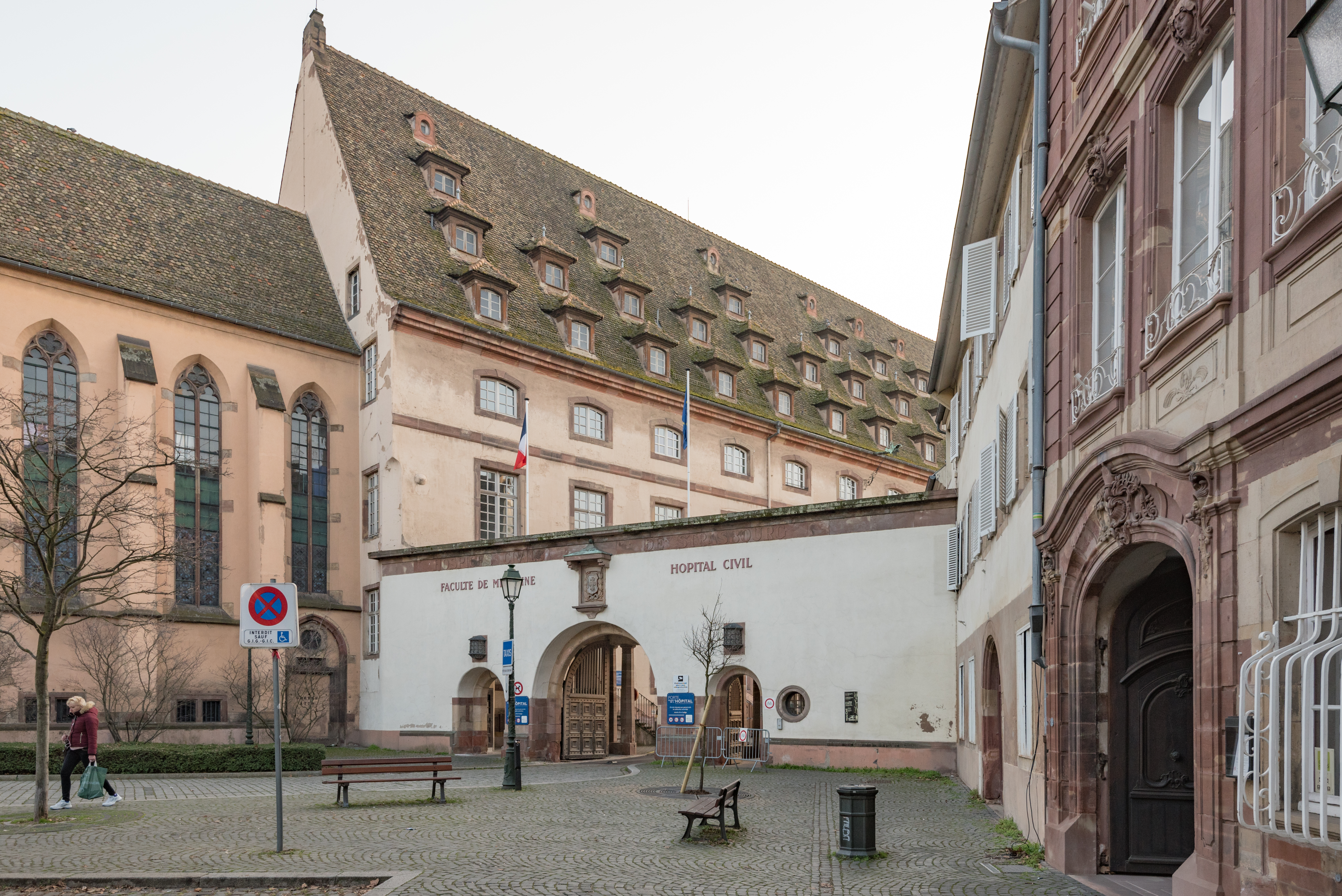
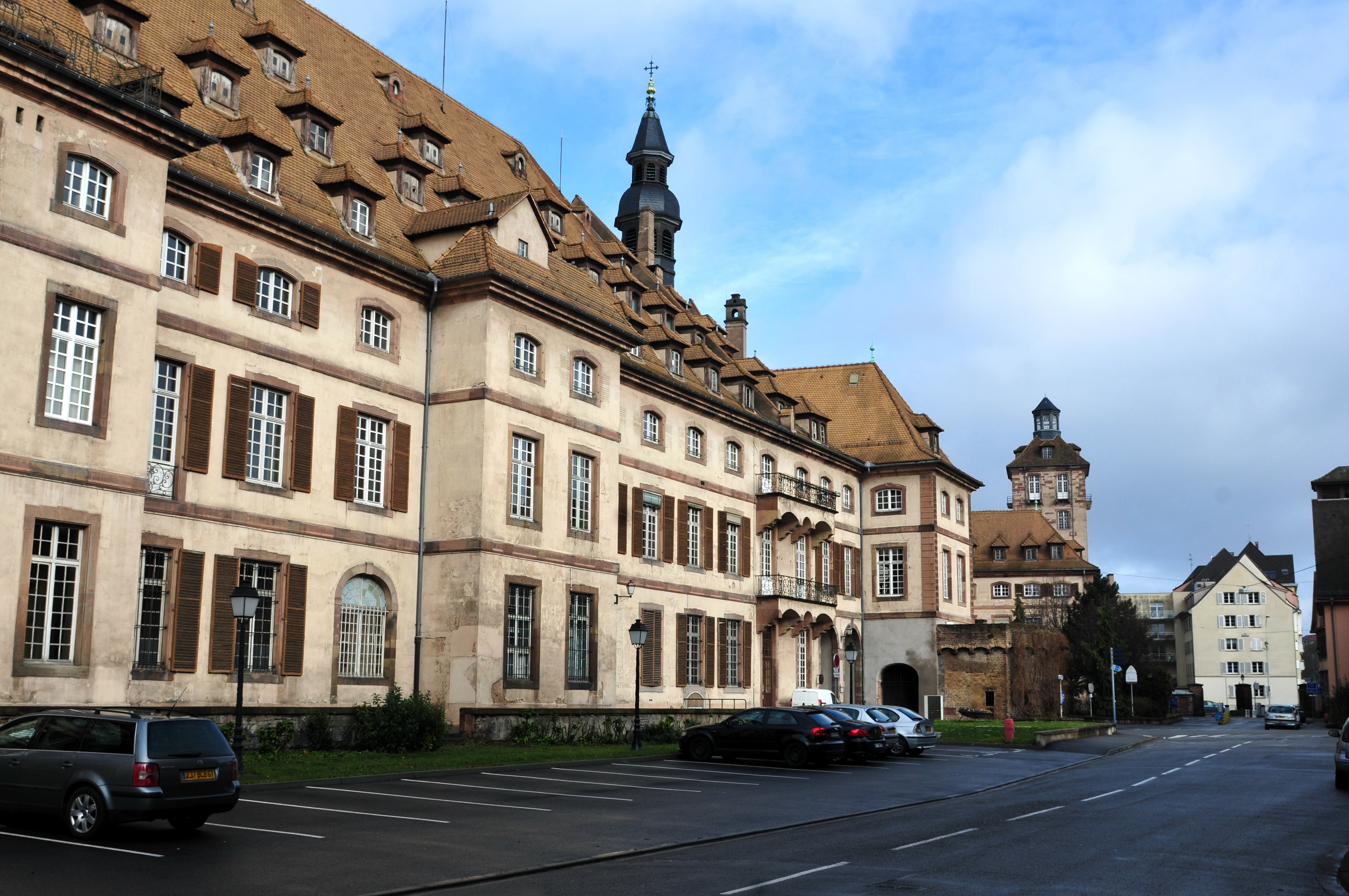

Elles participent au financement et à l'autosuffisance alimentaire de cette institution médicale historique, en bénéficiant de règlements de frais hospitaliers en nature et de dons et legs civiques ou religieux divers de la population, en devenant ainsi avec le temps un des plus importants propriétaires fonciers d’Alsace,. 

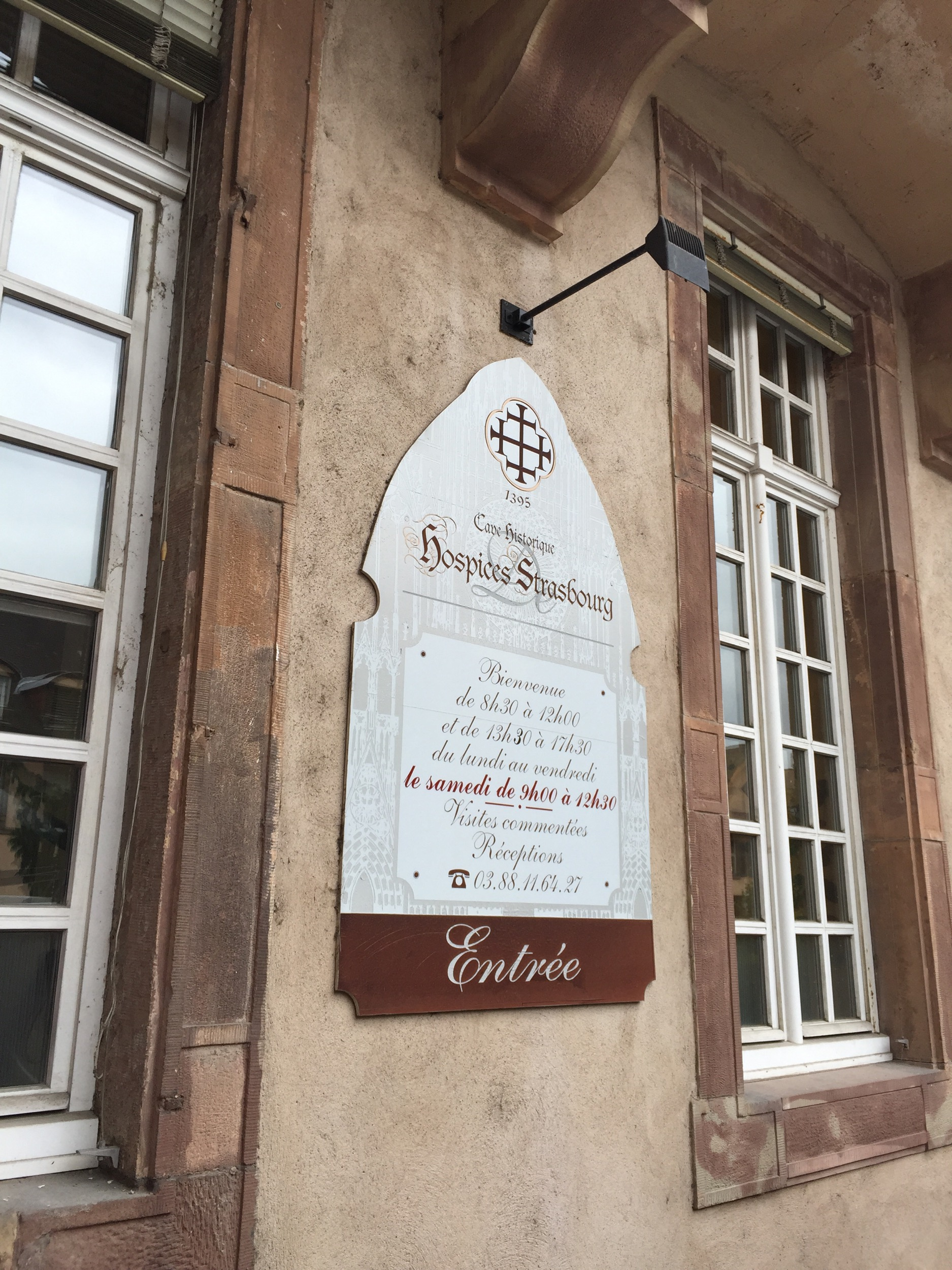
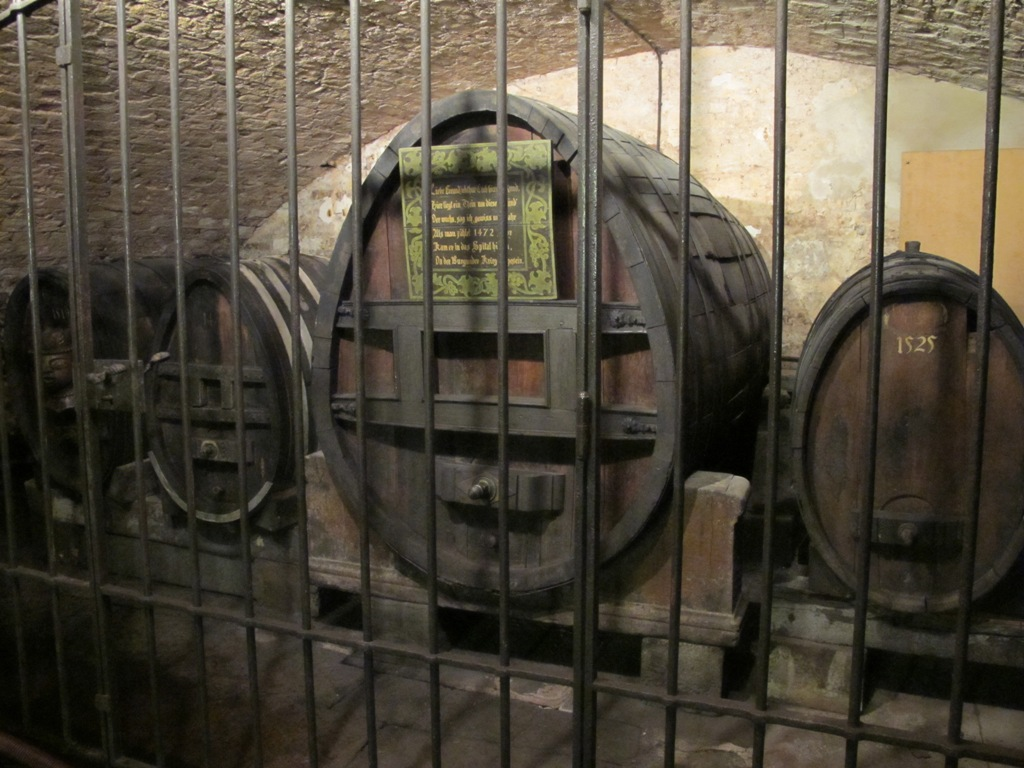
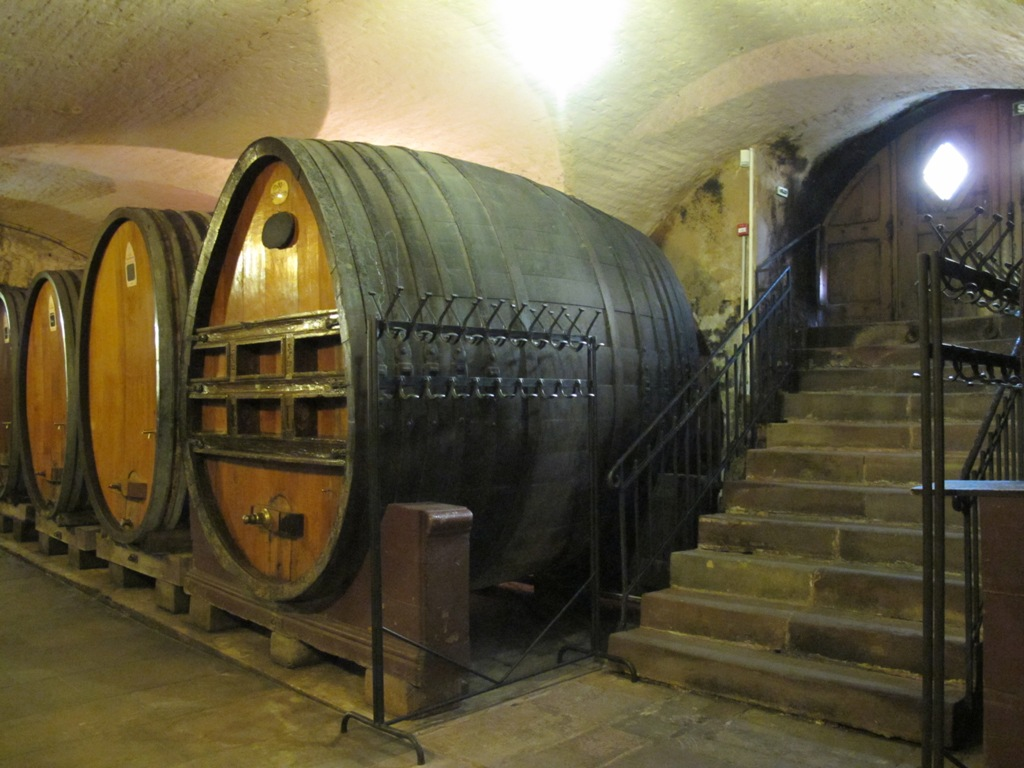

Un incendie ravage l'hôpital en 1716, mais il épargne la cave, la boulangerie et la chapelle. 

### Coopérative viticole de 1995
L'activité viticole de cette cave va s'estomper peu à peu durant le XXe siècle, jusqu'à sa reconversion en 1995 en coopérative viticole, pour son 600e anniversaire, sous l'impulsion de vignerons d’une trentaine de domaines viticoles du vignoble d'Alsace. 

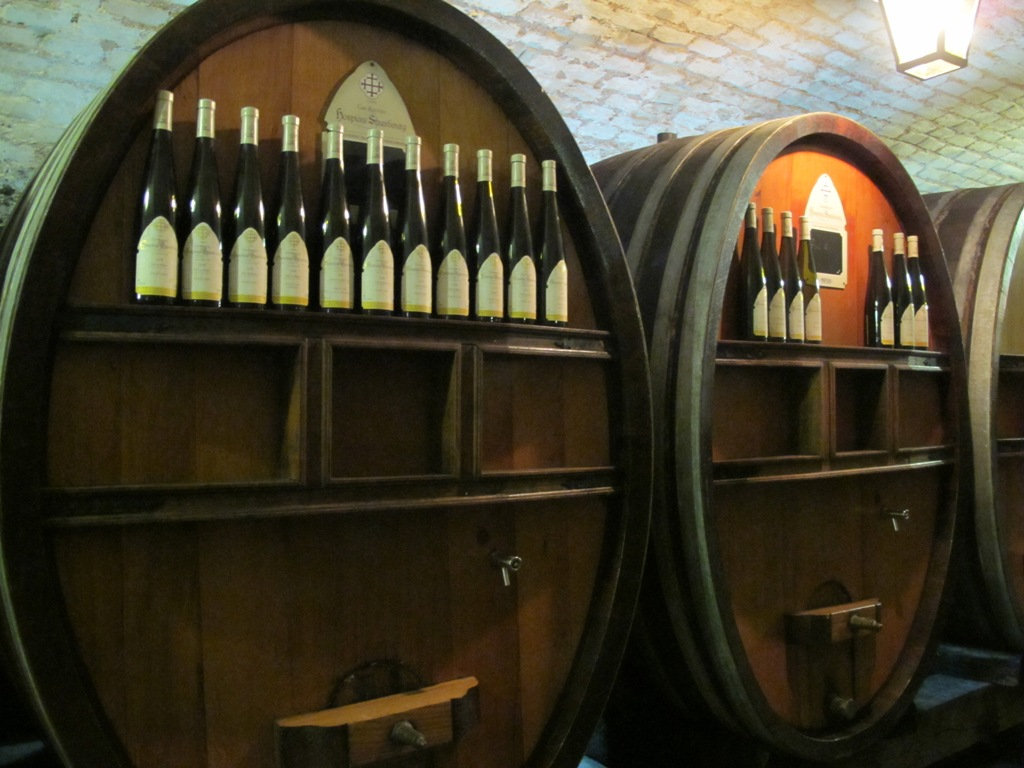
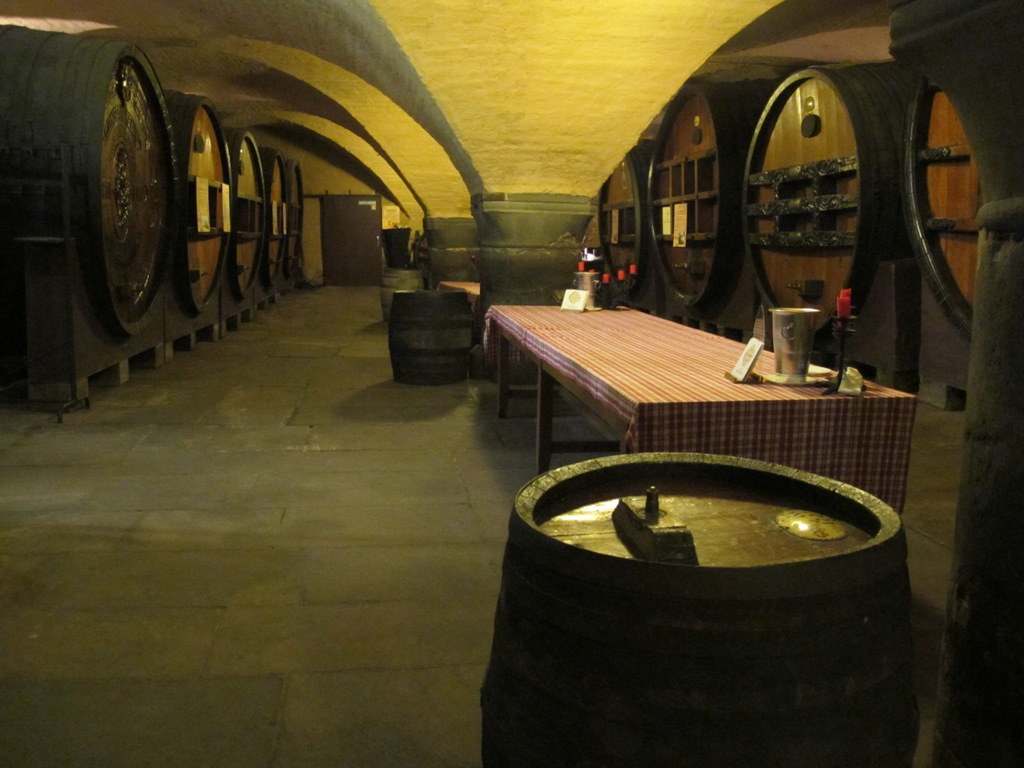
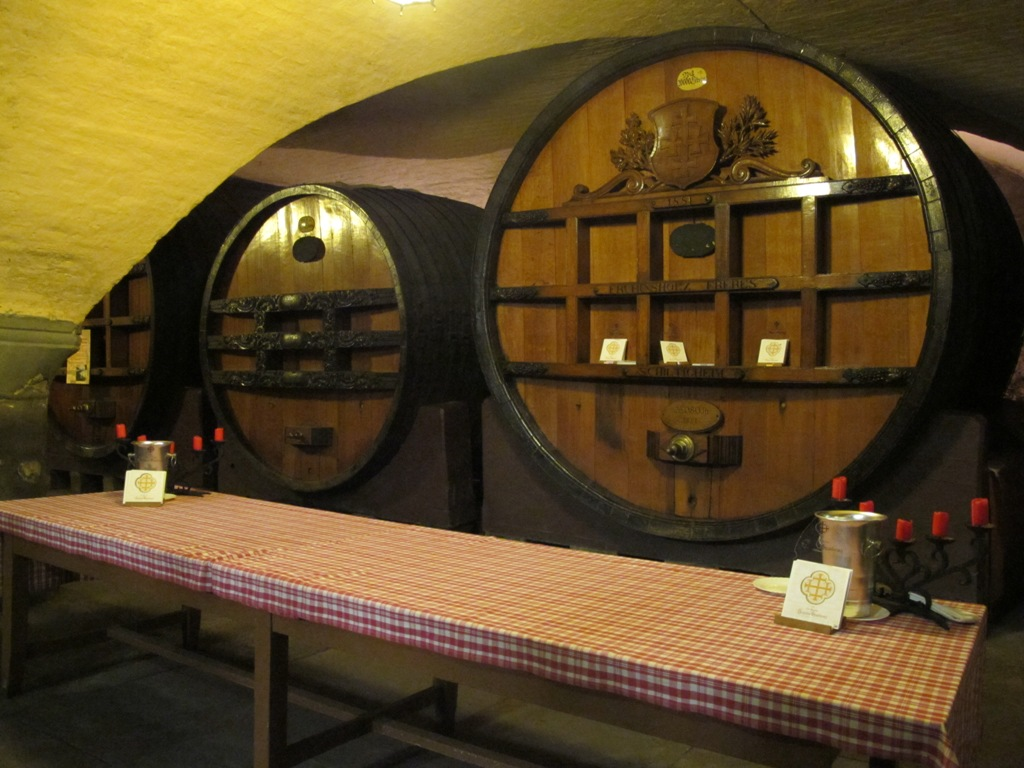

Cette coopérative élabore chaque année environ 150 000 bouteilles de « Vin des Hospices » : Alsace (AOC), gewurztraminer, muscat, riesling et pinot gris. Les vignerons confient une partie de leur production à la cave qui élève le vin dans ses tonneaux et le met en bouteille sous le nom de « Vin des Hospices », puis chaque producteur récupère une partie des bouteilles, tandis que la cave commercialise le reste sur place. Sous sa voûte ancestrale, la galerie des foudres est constituée de plus d’une cinquantaine de pièces en chêne historiques encore en usage. Outre sa propre production, la cave commercialise des vins issus de domaines publics, tels que lycées viticoles ou INRA (Institut national de la recherche agronomique)...
La cave historique est réputée pour la qualité de ses vins mais s'interdit toute publicité et réinvestit tous ses bénéfices dans l'achat d'appareils médicaux.

### Le vin comme un médicament

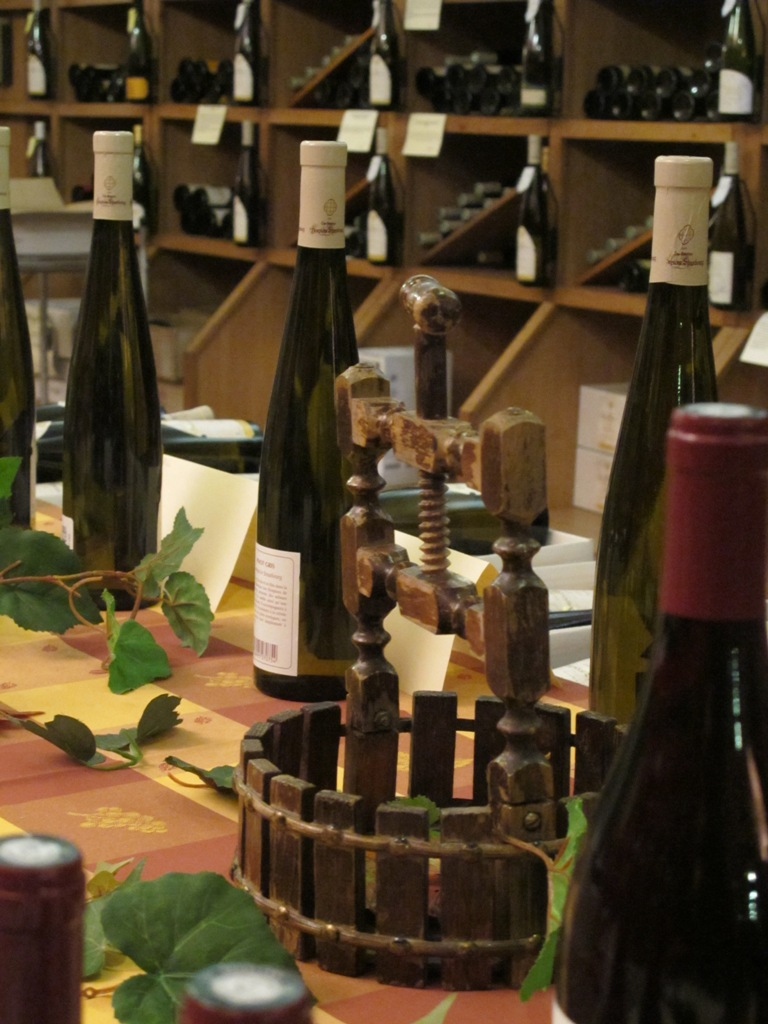

Durant le Moyen Âge, le vin est utilisé comme traitement médical à titre d'œnothérapie (vin et santé). Il est également fortement ancré dans la religion chrétienne à titre de symbole du Sang du Christ. Chaque patient pouvait avoir droit à jusqu'à deux litres de vin par jour, la tradition durera jusqu'au XIXe siècle.

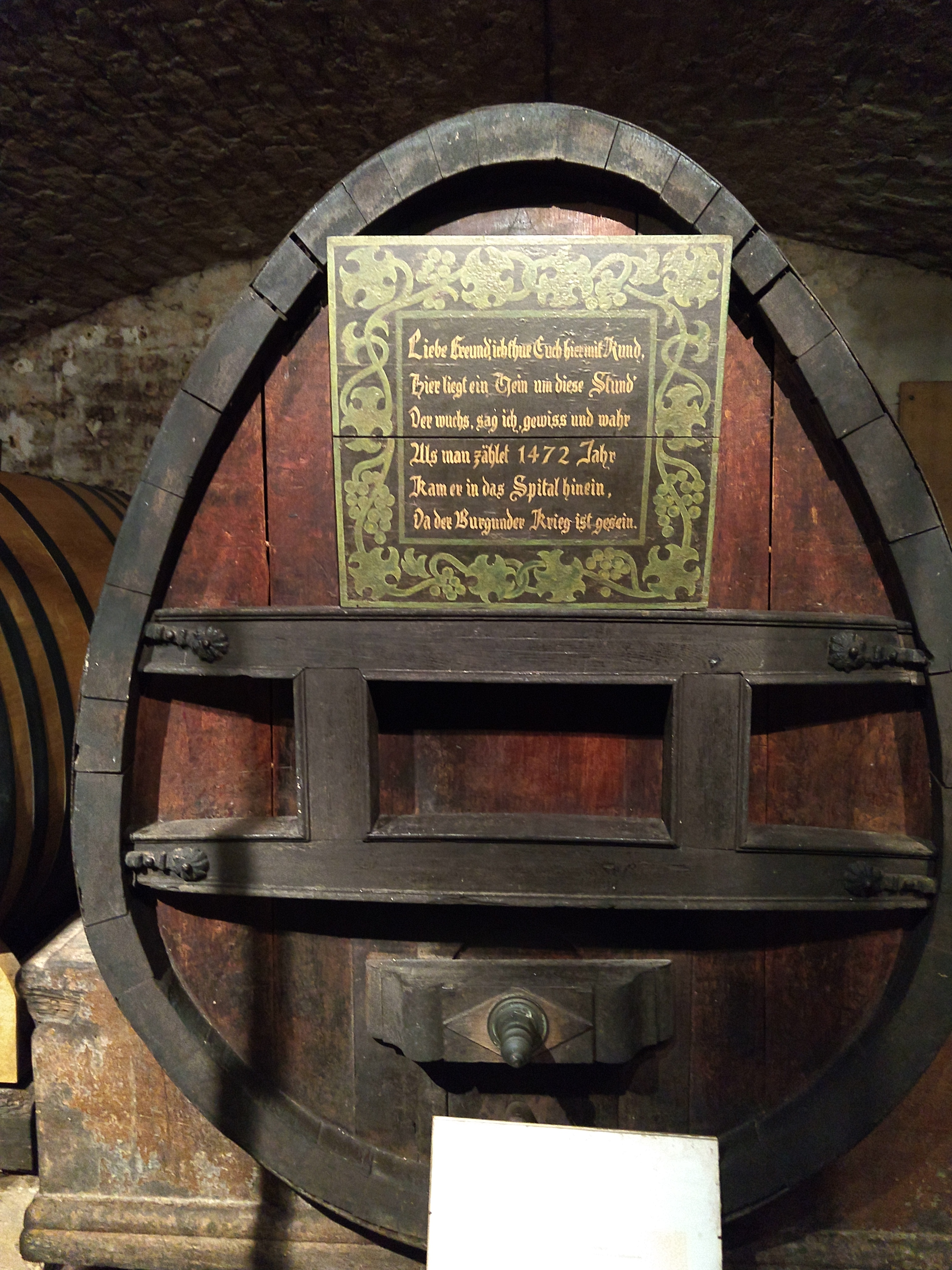
Foudre de vin de 1472.

## Trésors de la cave
La cave historique des hospices civils abrite un des plus vieux vins du monde, un vin blanc de 1472 (une bouteille encore plus ancienne, la bouteille de vin de Spire, datant du IVe siècle, est conservée au Musée historique du Palatinat de Spire en Allemagne). 
Ce vin a été transféré dans une cuve en inox en 2014, avant d'être de nouveau transvasé dans un tonneau en 2015. Dans ce nouveau tonneau, ce vin blanc médiéval devrait être conservé durant une période de deux cent cinquante nouvelles années.

## Dégustation du millésime 1472

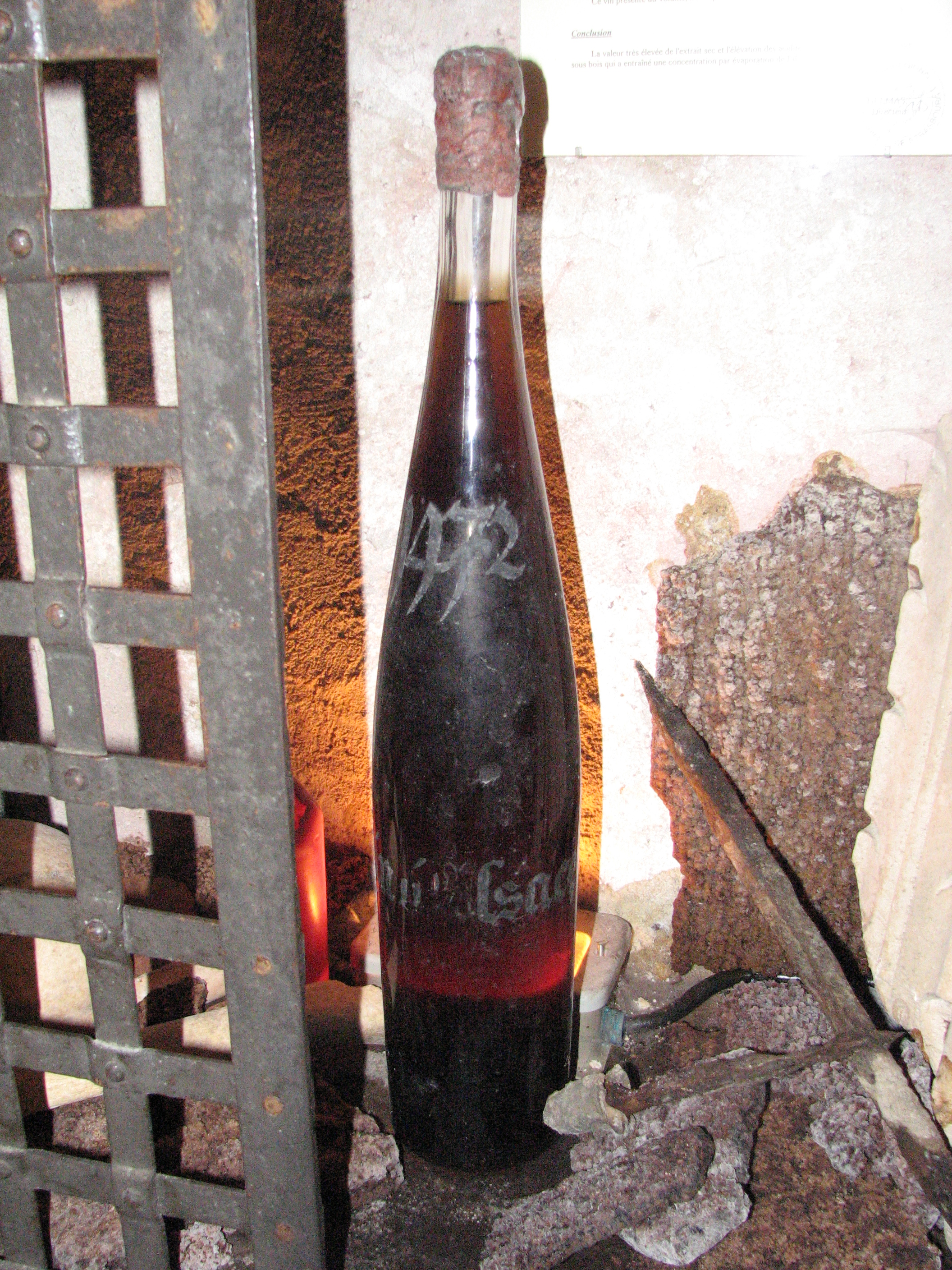
Millésime 1472, le plus vieux vin buvable du monde en bouteille.

Ce précieux breuvage n'a été servi qu'à quatre reprises depuis sa mise en fûts. En 1576, en 1716 à la suite de l'incendie, en 1868 et en 1944, lors de la libération de la ville par le général Leclerc,.
La troisième dégustation de cet illustre millésime a eu lieu le dimanche 13 septembre 1868, lors du banquet des félibres provençaux qui recevaient, à Saint-Rémy-de-Provence, leurs collègues Frédéric Mistral et Víctor Balaguer. Ils eurent la surprise de se voir offrir, sous forme de toast, par le baron Brisse, une bouteille de vin d’Alsace de la récolte de 1472, qui lui avait été donnée par le directeur des Hospices de Strasbourg. 

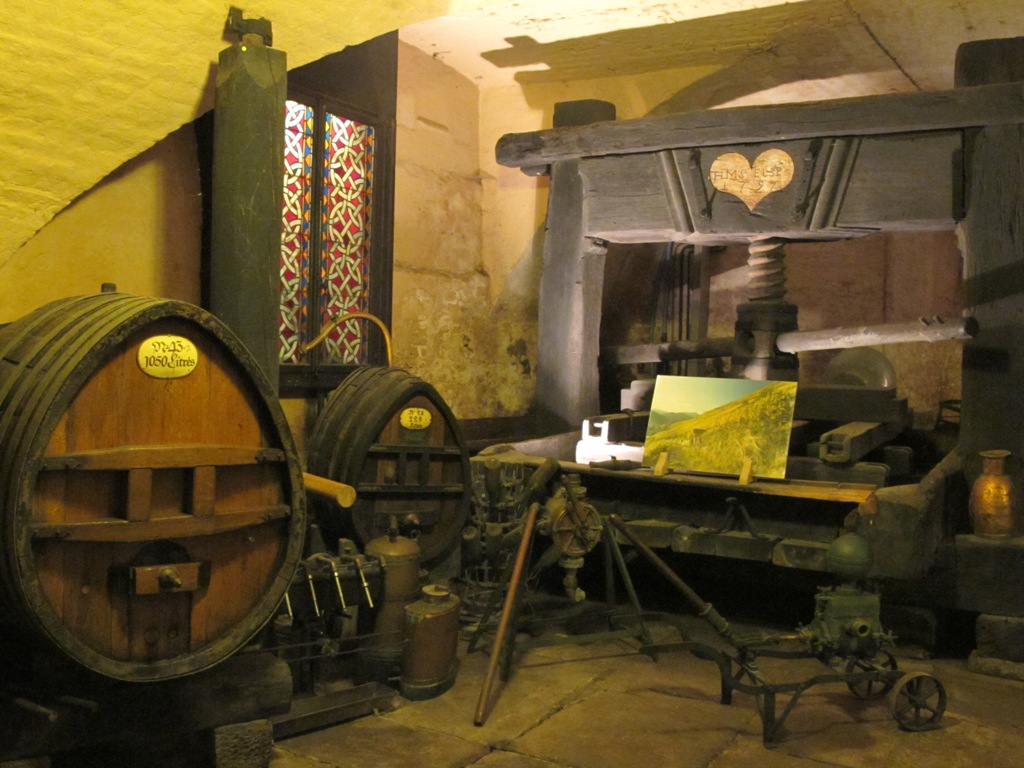
Pressoir vinicole de 1727, du musée de la cave.

Ce vin a également été analysé et dégusté en 1994 par un laboratoire œnologique interrégional de la Direction générale de la Concurrence, de la Consommation et de la Répression des fraudes (DGCCRF), avec un verdict impartial très élogieux : bien qu’âgé de plus de 500 ans, ce vin possède « une très belle robe brillante, très ambrée, un nez puissant, très fin, d’une très grande complexité, des arômes rappelant la vanille, le miel, la cire, le camphre, les épices fines, la noisette et la liqueur de fruits… ». 

## Musée
Une partie musée de la cave abrite quelques objets et outils viticoles anciens, dont un pressoir vinicole de 1727 et un immense tonneau de 1881, foudre d'une capacité de 26 080 litres.